# Makassarstrædet
Makassarstrædet er sundet mellem de indonesiske øer Sulawesi og Borneo. Sundet forbinder Javahavet og Floreshavet i syd med Celebeshavet i nord. Sundet har fået navn efter havnebyen Makassar sydligst på Sulawesi.
0°50′00″S 118°10′00″Ø / 0.8333°S 118.1667°Ø